# Polygonatum × desoulavyi
Polygonatum × desoulavyi là một loài thực vật có hoa lai ghép trong họ Asparagaceae. Loài này được Kom. miêu tả khoa học đầu tiên năm 1931.